# جعفر المكي
جعفر بن علي بن محمد المهندس المكي. له من الكتب كتاب في الهندسة، ورسالة المكعب، كذا في الفهرست لابن النديم.